# Filip III. Francoski
Filip III. Drzni (francosko Philippe III le Hardi) je bil od leta 1270 do svoje smrti kralj Francije, * 1. maj 1245, Poissy, † 5. oktober 1285, Perpignan.
Filipov oče Ludvik IX. je umrl v Tuniziji  med osmo križarsko vojno. Filip, ki ga je spremjal, se je zatem vrnil v Francijo, kjer je bil leta 1271 v Reimsku kronan za francoskega kralja.
Med svojo vladavino je podedoval številna ozemlja. Med njimi je najbolj opazna grofija Toulouse, ki je bila kraljevi domeni priključena leta 1271. Z Orléanskim sporazumom se je francoski vpliv razširil na Kraljevino Navaro. Po smrti brata Petra med siciliskimi večernicami je bila kronskim deželam vrnjena grofija Alençon.
Po sicilskih večernicah je Filip vodil aragonsko križarsko vojno v podporo svojemu stricu. V vojni je bil sprva uspešen, ko je njegovo vojsko začela pestiti bolezen, pa je bil prisiljen na umik. Leta 1285 je v Perpignanu umrl zaradi griže. Nasledil ga je sin Filip IV.

## Mladost
Rojen je bil v Poissyju 1. maja 1245 kot drugi sin kralja Ludvika IX. in Margarete Provansalske. Kot mlajši sin ni pričakoval, da bo kdaj postal vladar Francije. Po smrti starejšega brata Ludvika leta 1260 je postal kandidat za francoskega prestolonaslednika.
Mati Margareta ga je prisilila v prisego, da bo ostal pod njenim skrbništvom do 30. leta, vendar ga je papež Urban IV. 6. junija 1263 odvezal te prisege. Po odvezi je njegov mentor postal kraljevi ljubljenec in dvorni  uradnik Pierre de la Broce. Filipov svetovalec je bil tudi njegov oče, ki je napisal Nauke, ki so mu vcepili pojem pravičnosti kot prvo kraljevo dolžnos.
Filipa je skladno z določbami Corbeilskega sporazuma, sklenjenega med Ludvikom IX. in Jakobom I. Aragonskim 11. marca 1258, rouenski škof Eudes Rigaud leta 1262 v Clermontu poročil z Izabelo Aragonsko.

## Osma križarska vojna
Kot grof Orléanski je Filip spremljal svojega očeta na osmi križarski vojni v Tuniziji. Ludvik IX.  je malo pred odhodom regentstvo kraljestva predal Mathieu de Vendômeu in Simonu II., grofu Clermonta, ki jima je zaupal tudi kraljevi pečat. Po zavzetju Kartagine je kraljevo vojsko prizadela epidemija dizenterije, ki ni prizanesla niti  Filipu niti njegovi družini. 3. avgusta  je kot prvi družinski član umrl njegov brat Ivan Tristan, grof Valoijski. 25. avgusta je umrl tudi kralj. 
Da bi preprečili razpad njegovih posmrtnih ostankov, so se odločili za mos teutonicus, ki je olajšal prevoz ostankov v domovino.
Filip, star 25 let, je bil že v Tuniziji razglašen za njegovega naslednika. Po njegovem odhodu se je začel njegov stric Karel I. Neapeljski pogajati s hafsidskim kalifom Mohamedom I. al-Mustansirjem in 5. novembra 1270 sklenil mirovni sporazum med kralji  Francije, Sicilije in Navare ter tuniškim kalifom.
Za kraljem in prestolonaslednikom je decembra v Trapaniju na Siciliji umrl tudi  Filipov svak, navarski kralj Teobald II. Februarja naslednjega leta mu je sledila Filipova žena Izabela, ki je po padcu s konja prezgodaj rodila svojega petega otroka in kmalu zatem v Cosenzi (Kalabrija) tudi sama umrla. Aprila je umrla tudi Teobaldova vdova in Filipova sestra Izabela.
Filip je prišel v Pariz 21. maja 1271  in se poklonil pokojnemu kralju. Naslednji dan so kralja pokopali. Filip je bil 15. avgusta 1271 v Reimsu kronan za francoskega kralja Filipa III.

## Vladanje
Filip je ohranil večino očetove notranje politike. Upošteval je odloke, ki jih je leta 1258 izdal njegov oče proti gosposkemu vojskovanju, in jih  podkrepil z lastnim odlokom oktobra 1274. Sledil je tudi očetovi politiko do Judov v Franciji in trdil, da je njegova motivacija pobožnost. Po vrnitvi v Pariz 23. septembra 1271 je ponovil očetov ukaz, da morajo Judje nositi oznake. Njegov odlok iz leta 1283 je prepovedal gradnjo in popravilo sinagog in judovskih pokopališč, prepovedal Judom zaposlovanje kristjanov in poskušal omejiti njihovo glasno petje.
21. avgusta 1271 je Filipov stric Alfonz, grof Poitiersa in Toulousea, v Savoni umrl brez otrok. Filip je podedoval Alfonzove dežele in jih združil s kraljevo domeno. V skladu z Alfonzovimi željami je grofijo Venaissin leta 1274 prepustil papežu Gregorju X.  Nekaj let pozneje je z Amienskim sporazumom  s kraljem Edvardom I. vrnil Angležem Agenais.
Leta 1272 je Roger-Bernard III., grof Foixa, vdrl v grofijo Toulouse, ubil več kraljevih uradnikov in zavzel mesto Sombuy.  Protinapad je vodil senešal Eustache de Beaumarchès, dokler mu Filip ni ukazal, naj se umakne. Filip in njegova vojska sta prispela v Toulouse 25. maja 1272.
1. junija se je Filip v Boulbonnu sestal z Jakobom I. Aragonskim, ki je poskušal posredovati v sporu, vendar ga je Roger-Bernard zavrnil.  Filip je nato nadaljeval pustošenje grofije Foix. 5. junija se je Roger-Bernard predal in bil aretiran. Leto kasneje ga je Filip osvobodil in mu vrnil ozemlja.

### Sporazum z Navaro
Po smrti navarskega kralja Henrika I. leta 1274 je Alfonz X. Kastiljski poskušal od Henrikove dedinje Ivane pridobiti navarsko krono.  Istočasno je zaprosil papeža za odobritev poroke Ivane Navarske z enim od njegovih vnukov.  Ivana je dobila ženitne ponudbe tudi iz Anglije in Aragonije. Henrikova vdova Blanche, soočena z ženitnimi ponudbami in grožnjami z vojsko, je poiskala pomoč pri svojem bratrancu Filipu III. Filip je v prošnji videl priložnost za pridobitev ozemlja, medtem ko je Blanche pričakovala samo njegovo zaščito. Blanche in Filip sta leta 1275 sklenila Orléanski sporazum, s katerim sta  uredila poroko med Filipovim sinom (Ludovikom ali Filipom) in Blancheino hčerko Ivano. Sporazum je določal, da bodo Navaro upravljali iz Pariza imenovani guvernerji. Do maja 1276 so francoski guvernerji potovali po Navari in zbirali prisege zvestobe mladi kraljici. Navarsko prebivalstvo, nezadovoljno s profancoskim sporazumom, je oblikovalo dve uporniški frakciji, prokastiljsko in proaragonsko.

### Upor Navarcev
Septembra  1276 se je Filip soočil z odprtim uporom Navarcev. V Pamplono je poslal grofa Roberta II. Artoijskega z njegovo vojsko.  Ko je Filip novembra 1276 prišel s svojo vojsko v Bearn, je bil upor že zatrt. Robert je od lokalnih plemičev in kastelanov zahteval prisego zvestobe. Četudi je bil upor hitro zatrt, sta se kastiljska in aragonska krona šele spomladi 1277 odrekli svojim zahtevam Navari. Filip je od papeža Nikolaja III. prejel uradni ukor zaradi škode, povzročene v Navari.

### Sicilske večernice
Leta 1282 je aragonski kralj Peter III. napadel Sicilijo in sprožil upor proti Filipovemu stricu, neapeljskemu kralju Karlu I., znan kot sicilske večernice. Upor in invazija sta privedla do kronanja Petra III. za kralja Sicilije 4. septembra 1282. Papež Martin IV. je Petra izobčil in njegovo kraljestvo razglasil za zaseženo. Papež je nato Aragonijo podelil Filipovemu sinu Karlu, grofu Valoijskemu. Filipov brat Peter, ki se je pridružil Karlu pri zatiranju upora, je bil v Reggio Calabria ubit. Umrl je brez potomcev in grofija Alençon se je leta 1286 vrnila v kraljevo domeno.

### Aragonska križarska vojna in smrt
Filip je na prigovarjanje svoje žene Marije Brabantske in strica Karla Neapeljskega sprožil vojno proti Aragonskemu kraljestvu.  Vojna je po papeževi odobritvi dobila ime aragonska križarska vojna. Eden od zgodovinarjev je vojno označil za "morda najbolj nepravično, nepotrebno in katastrofalno podjetje, ki se ga je kadarkoli lotila kapetska monarhija."  Filip je v spremstvu svojih sinov na čelu velike vojske vdrl v Roussillon. Do 26. junija 1285 se je svojo vojsko utrdil pred Girono in jo oblegal. Mesto je kljub žilavemu odporu 7. septembra 1285 zavzel, potem pa je  francoski tabor in Filipa osebno prizadela epidemija dizenterije. Francozi so se začeli umikati in bili v bitki pri Col de Panissarsu 1. oktobra poraženi. Filip je 5. oktobra 1285 v Perpignanu umrl.  Nasledil ga je sin Filip Lepi.

## Zakonski zvezi in otroci
28. maja 1262 se je Filip poročil z Izabelo, hčerko kralja Jakoba I. Aragonskega in njegove druge žene Jolande Ogrske. Z njo je imel štiri otroke: 
- Ludvika (1264 - maj 1276)[50]
- Filipa IV. Francoskega (1268 – 29. november 1314), naslednika, poročenega z Ivano I. Navarsko[51]
- Roberta (1269–1271)[52]
- Karla, grofa Valoijskega  (12. marec 1270 – 16. december 1325),[53]
- mrtvorojenega sina (1271)[54]

Po Izabelini smrti se je 21. avgusta 1274 poročil z Marijo, hčerko kasnejšega grofa Henrika III. Brabantskega in Adelajde Burgundske Z njo je imel tri otroke:
- Ludvika, grofa Évreuxa (maj 1276 – 19. maj 1319), poročenejga z Margareto Artoijsko[56]
- Blanche (1278 – 19. marec 1305, vojvodinjo Avstrije, poročeno s kasnejšim kraljem Rudolfom I. Češkim in Poljskim[56]
- Margareto (1282 – 14. februar 1318), angleško kraljico, poročeno s kraljem Edvardom I. Angleškim[57]

## Zapuščina
Med Filipovo vladavino se je kraljeva domena razširila. Leta 1271 je pridobil grofijo Toulouse in vojvodino Auvergne, leta 1281 grofijo Guînes in leta 1286 grofijo Alençon.  S poroko sina Filipa je pridobil še Navarsko kraljestvo. Zaradi njegovega poskusa osvojitve Aragonije je francoska monarhija skoraj bankrotirala, kar je povzročilo finančne težave njegovemu nasledniku.

## Božanska komedija
V Dantejevi Božanski komediji čaka Filipova duša skupaj z dušami  številnih  evropskih vladarjev iz tistega časa pred vrati vic. Dante ga ne omenja z imenom, ampak kot "malonosega" in "očeta francoske nadloge", se pravi Filipa V.

## Opombi
1. ↑  Hallam navaja, da je Filip dobil vzdevek Drzni nekje pred letom 1300 zaradi svojih dosežkov  v Tuniziji ali Španiji.[1] Bradbury trdi, da je vzdevek pridobil s posebno politiko in načinom, kako jo je izvajal. [2].
2. ↑  Bolezen bi lahko bila dizenterija ali tifus.[13]